# Ghain

Ghain in isolierter Form

Ghain (arabisch غين, DMG Ġain) ist der 19. Buchstabe des arabischen Alphabets. Ihm ist der Zahlenwert 1000 zugeordnet. Ghain ist eine diakritische Variante des 18. Buchstabens ʿAin (ع).

## Entstehung
Im Gegensatz zu den meisten anderen arabischen Buchstaben ist das Ghain nicht direkt aus einem phönizischen Buchstaben hervorgegangen. In der Frühzeit der arabischen Sprache fehlten noch die diakritischen Punkte, Ghain wurde genau so wie das ʿAin geschrieben. Zur Unterscheidung der beiden Buchstaben wurde dem Ghain später ein Punkt hinzugefügt.

## Lautwert und Umschrift
Das Ghain ist als stimmhafter velarer oder uvularer Frikativ zu realisieren ([⁠ɣ⁠] ~ [⁠ʁ⁠]) und entspricht somit etwa dem Zäpfchen-R der neuhochdeutschen Standardaussprache. Es ist deutlich vom Zungenspitzen-R zu unterscheiden, das im Arabischen in Form des Buchstaben Rā' geschrieben wird und kein Kehllaut ist. Im Persischen wird Ghain auch als stimmhafter uvularer Plosiv ([⁠ɢ⁠]) ausgesprochen.
In der DMG-Umschrift wird das Ghain als g mit einem Punkt wiedergegeben (ġ). In der nichtwissenschaftlichen Transkription wird meist „gh“ geschrieben. Dieses Graphem wird in den europäischen Sprachen in der Regel wie g ausgesprochen, mit dem es sprachgeschichtlich jedoch nicht verwandt ist.
Im Maltesischen, das sich seit dem Mittelalter der lateinischen Schrift bedient, sind die im Arabischen als Ghain bzw. ʿAin dargestellten Laute zusammengefallen und spätestens seit dem 20. Jahrhundert weitgehend stumm; sie beeinflussen nur noch die Aussprache der in ihrer unmittelbaren Umgebung stehenden Vokale  durch Längung oder Diphthongierung. In der modernen maltesischen Orthografie ist ihnen das Graphem „għ“ zugewiesen.

## Graphische Abwandlungen
Zuweilen ist in arabischen Lexika, Atlanten etc. ein Ghain mit drei statt einem Punkt anzutreffen. Dieser Buchstabe ڠ dient dazu, Laute darzustellen, die in der klassischen Aussprache des Arabischen nicht vorkommen, im Maghrebinischen Arabisch für den Laut „g“,  in der Malaiischen Sprache für den Laut „ŋ“. Je nach Zusammenhang wird er als Gain oder Nga bezeichnet.

## Ghain in Unicode
| Unicode Codepoint | U+063A              |
| Unicode-Name      | ARABIC LETTER GHAIN |
| HTML              | &#1594;             |
| ISO 8859-6        | 0xda                |